# 山崎尋美
山崎 尋美（やまざき ひろみ、1957年2月3日 - )は、川崎競馬場所属の元騎手、現調教師。父・三郎も元騎手で元調教師、長男・山崎裕也は同じく川崎所属の現役調教師、次男・山崎誠士は自厩舎所属の騎手。現神奈川県調教師会会長。
調教師としての初出走・初勝利は1998年7月2日川崎競馬第6競走（ヒラヨシリュウオー）。2000年 - 2002年、2004年の4度川崎開催リーディングトレーナーとなっている。

## 主な騎乗馬
- ドルフィンボーイ（東京大賞典、東京王冠賞）
- ミハマシヤーク（全日本3歳優駿、金盃、しらさぎ賞）
- フジノリニアー（東京3歳優駿牝馬）
- スタードール（東京3歳優駿牝馬）
- ボールドマツクス（浦和記念）
- レイクルイーズ（東京盃）
- コンサートボーイ

## 主な管理馬
- ロッキーアピール（かきつばた記念、さきたま杯、アフター5スター賞）
- ウィンブロー（クラウンカップ）
- ユキチャン（クイーン賞、TCK女王盃）
- ボランタス（浦和記念、ゴールドカップ、報知オールスターカップ、埼玉栄冠賞）
- ヤマニンキングリー
- スマイルジャック
- ロカマドール（佐賀ヴィーナスカップ）
- ライズゾーン（東京湾カップ）[1]